# Slider clutch
Een slider clutch is een automatische centrifugaalkoppeling, die veel bij dragrace en motorsprint wordt gebruikt.
Door het verhogen van het toerental worden door de centrifugale krachten steeds meer kleine gewichten naar buiten gedrukt waardoor de koppeling geleidelijk aangrijpt. Dit voorkomt het verbranden van de koppeling omdat men met een zeer groot vermogen rijdt. 